# Nedjelja (Zagreb)
Nedjelja je bio hrvatski katolički tjednik i mjesečnik. U impressumu se definirao kao „list za glasilo za katolički rad, socijalni život i prosvjetu”.
List je izlazio od 6. siječnja 1929. godine sve do 6. svibnja 1945. godine u Zagrebu. Od 1940. vlasnik je bilo Veliko križarsko bratstvo.
Uređivali su ga: Avelin Ćepulić, Jerolim Malinar, Frano Grgić, Matija Adamović, Ante Jerkov, Lav Znidarčić i Mladen Gligo.

## Poznati suradnici
Kuzma Moskatelo., Ton Smerdel i dr.